# Cantón Pelileo
Pelileo es un cantón, cuya municipalidad de la provincia de Tungurahua. Su cabecera cantonal es la ciudad de San Pedro de Pelileo.  Su población es de 63.897 habitantes, tiene una superficie de 202km2.  Su alcalde actual para el período 2023 - 2027 es Gabriel Zúñiga.

## Límites
- Al norte con el cantón Píllaro
- Al sur con la provincia de Chimborazo
- Al este con los cantones Baños y Patate
- Al oeste con los cantones Ambato, Cevallos y Quero

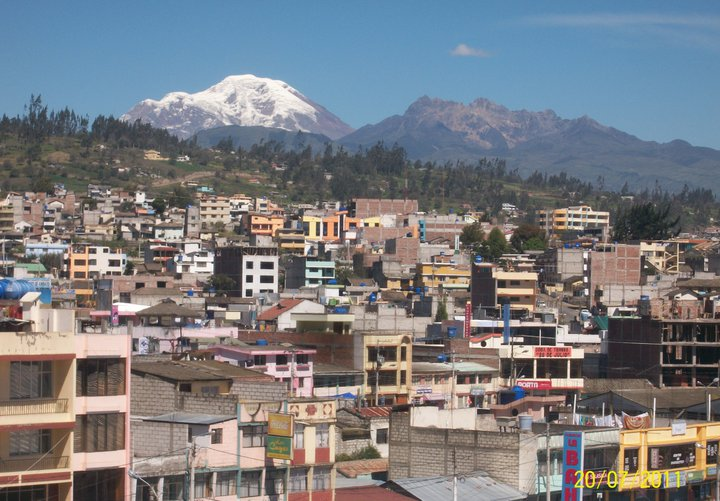
Pelileo

## Organización territorial
La ciudad y el cantón Pelileo, al igual que las demás localidades ecuatorianas, se rige por una municipalidad según lo estipulado en la Constitución Política Nacional. La Municipalidad de Pelileo es una entidad de gobierno seccional que administra el cantón de forma autónoma al gobierno central. La municipalidad está organizada por la separación de poderes de carácter ejecutivo representado por el alcalde, y otro de carácter legislativo conformado por los miembros del concejo cantonal. El Alcalde es la máxima autoridad administrativa y política del Cantón. Es la cabeza del cabildo y representante del Municipio.
Parroquias urbanas
- Pelileo
- Pelileo Grande

Parroquias rurales
- Benítez (Pachanlica)
- Bolívar
- Cotaló
- Chiquicha
- El Rosario (Rumichaca)
- García Moreno (Chumaqui)
- Huambaló
- Salasaca